# 木村昌平 (セコム)
木村 昌平（きむら しょうへい、1943年5月2日 - 2018年7月21日）は、日本の経営者。セコム社長を務めた。北海道釧路市出身。

## 経歴
北海道釧路湖陵高等学校を経て、同志社大学文学部に入学。演劇活動に熱中し、映画監督に憧れていた。1966年に大学を卒業し、セコムに入社。
1975年2月に取締役に就任し、1988年2月に常務、1995年6月に専務を経て、2002年4月に社長に就任。2005年4月に会長に就任。2016年6月に相談役に就任。40歳代の初め頃には、セコム創業者の飯田亮から「俺が興味があるのは、お前がどこまで成長するかだ」と言わしめた人物であった。
社外では全国警備業協会4代目会長、空港保安事業センター評議員、日本救急医療財団理事、日本情報システムユーザー協会常任理事、中央大学大学院客員教授などを歴任した。全国警備業協会の会長としては、協会の一般社団法人への移行を手がけた。
晩年は知己の陶芸家の誘いもあって栃木県益子町に移り住み、講話会「益子昌平塾」を主宰。益子大使にも任命されていた。病気療養していたところ、2018年7月21日に死去。75歳没。